# Willem III polder
De Willem III polder is een polder behorend tot de Polders tussen Hulst en Appelzak, ten oosten van Zaamslag in de Nederlandse provincie Zeeland.
De polder is een bedijking van de schorren in een overgebleven deel van het Hellegat en deze kwam gereed in 1861. Ze werd vernoemd naar de toenmalige Koning Willem III.
De zeer langgerekte polder heeft een oppervlakte van 235 ha. Aan de rand van deze polder liggen nog de buurtschappen Zaamslagveer en Stoppeldijkveer, die verwijzen naar het Stoppeldijkse veer dat hier ooit de verbinding verzorgde.